# Argancy
Argancy é uma comuna francesa na região administrativa de Grande Leste, no departamento de Mosela. Estende-se por uma área de 11,45 km². Em 2010 a comuna tinha 1 380 habitantes (densidade: 120,5 hab./km²).